# Destination Eurovision 2018
La prima edizione di Destination Eurovision si è tenuta tra il 13 e il 27 gennaio 2018 ed è stata presentata dal cantante franco-canadese Garou.
Il concorso si è svolto presso lo Studio Visual – Bât 210 a Saint-Denis
La competizione è stata vinta dal duo musicale Madame Monsieur con la canzone Mercy.

## Organizzazione

### Format
La competizione è articolata in tre serate: due semifinali (tenutesi l'8 e il 9 gennaio 2018, ma mandate in onda il 13 e 20 gennaio 2018) e una finale tenutasi in diretta il 27 gennaio 2018.
In ogni semifinale partecipano nove cantanti in gara, ma solo quattro vengono ammesse alla serata finale.
Nella semifinale il risultato viene determinato da una giuria francofona e da una giuria internazionale.
Nella finale il risultato viene determinato dal televoto (per il 50%) e da una giuria internazionale composta da dieci membri (per il restante 50%).

#### Composizione delle due giurie
La giuria internazionale è composta da:
- Olga Salamakha (Capodelegazione della Bielorussia all'Eurovision Song Contest)
- Nicola Caligiore (Capodelegazione dell'Italia all'Eurovision Song Contest)
- Christer Björkman (Capodelegazione della Svezia all'Eurovision Song Contest e produttore del Melodifestivalen)

La giuria francofona è composta da:
- Christophe Willem (Cantante)
- Isabelle Boulay (Cantante)
- Amir Haddad (Cantautore e rappresentante della Francia all'Eurovision Song Contest nel 2016) (componente della giuria solo nelle semifinali)
- Alma (Cantante e rappresentante della Francia all'Eurovision Song Contest nel 2017) (componente della giuria solo nella finale)

## Partecipanti
| Artista         | Canzone              | Lingua                      | Compositori                                                              |
| --------------- | -------------------- | --------------------------- | ------------------------------------------------------------------------ |
| Ehla            | J'ai cru             | Francese                    | Grand Corps Malade, Fred Savio                                           |
| Emmy Liyana     | OK ou KO             | Francese                    | Olivier Schultheis, Zazie, Jean-Pierre Pilot, William Rousseau           |
| Enéa            | I'll Be There        | Francese, inglese           | Sonia Boraso                                                             |
| Igit            | Lisboa Jérusalem     | Francese                    | Antoine Barrau, Alex Finkin                                              |
| Jane Constance  | Un jour j'ai rêvé    | Francese                    | Jane Constance, Pascal Obispo                                            |
| June The Girl   | Same                 | Francese, inglese           | Marine Bollengier, François Welgryn, Antoine Essertier                   |
| Lisandro Cuxi   | Eva                  | Francese, inglese           | Felipe Saldivia, Fred Savio, Freddy Marche                               |
| Louka           | Mamma Mia            | Francese, italiano          | Maître Gims, Vitaa, Renaud Rebillaud, Luca Bennici                       |
| Lucie Vagenheim | My World             | Francese, inglese           | François Welgryn, William Rousseau, Mathieu Johann                       |
| Madame Monsieur | Mercy                | Francese                    | Émilie Satt, Jean-Karl Lucas                                             |
| Malo'           | Ciao                 | Francese, inglese, italiano | Malory Legardinier                                                       |
| Masoe           | Paradis              | Francese, inglese           | Dany Synthé, Jonah                                                       |
| Max Cinnamon    | Ailleurs             | Francese, inglese           | Max Cinnamon, Stéphanie Petrequin                                        |
| Nassi           | Rêves de gamin       | Francese                    | Nassi, Raphaël Nyadjiko                                                  |
| Noée            | L'un près de l'autre | Francese                    | Barbara Pravi, Tomislav Matosin, Jules Jaconelli, Mélanie Di Petrantonio |
| Pheno Men       | Jamais sans toi      | Francese                    | François Welgryn, Gabin Lesieur, Pheno Men                               |
| Sarah Caillibot | Tu me manques        | Francese                    | Sarah Caillibot                                                          |
| Sweem           | Là-haut              | Francese                    | Sweem                                                                    |

## Semifinale

### Prima semifinale
La prima semifinale è stata registrata l'8 gennaio 2018 e mandata in onda il 13 gennaio 2018. In aggiunta alla loro canzone in gara, ogni partecipante ha cantato una cover di una canzone famosa.
| N. | Artista       | Canzone              | Cover (cantante originale)                 | Giurie         | Giurie     | Totale | Posizione |
| N. | Artista       | Canzone              | Cover (cantante originale)                 | Internazionale | Francofona | Totale | Posizione |
| -- | ------------- | -------------------- | ------------------------------------------ | -------------- | ---------- | ------ | --------- |
| 1  | Masoe         | Paradis              | Pas là (Vianney)                           | 0              | 6          | 6      | 7         |
| 2  | Noée          | L'un prés de l'autre | Le paradis blanc (Michel Berger)           | 20             | 6          | 26     | 6         |
| 3  | Lisandro Cuxi | Eva                  | Billie Jean (Michael Jackson)              | 34             | 32         | 66     | 1         |
| 4  | Malo'         | Ciao                 | Wasting My Young Years (London Grammar)    | 20             | 26         | 46     | 3         |
| 5  | Emmy Liyana   | OK ou KO             | Je te promets (Johnny Hallyday)            | 30             | 20         | 50     | 2         |
| 6  | Enéa          | I'll Be There        | Tous les cris les S.O.S (Daniel Balavoine) | 0              | 0          | 0      | 8         |
| 7  | Pheno Men     | Jamais sans toi      | ABC (The Jackson 5)                        | 0              | 0          | 0      | 8         |
| 8  | Louka         | Mamma Mia            | Alors regarde (Patrick Bruel)              | 14             | 16         | 30     | 4         |
| 9  | Ehla          | J'ai cru             | Time After Time (Cyndi Lauper)             | 8              | 20         | 28     | 5         |

### Seconda semifinale
La seconda semifinale è stata registrata l'9 gennaio 2018 e mandata in onda il 20 gennaio 2018. In aggiunta alla loro canzone in gara, ogni partecipante ha cantato una cover di una canzone famosa.
| N. | Artista         | Canzone           | Cover (cantante originale)                  | Giurie         | Giurie     | Totale | Posizione |
| N. | Artista         | Canzone           | Cover (cantante originale)                  | Internazionale | Francofona | Totale | Posizione |
| -- | --------------- | ----------------- | ------------------------------------------- | -------------- | ---------- | ------ | --------- |
| 1  | Lucie Vagenheim | My World          | Savoir aimer (Florent Pagny)                | 0              | 0          | 0      | 9         |
| 2  | Madame Monsieur | Mercy             | Désenchantée (Mylène Farmer)                | 30             | 26         | 56     | 1         |
| 3  | Jane Costance   | Un jour j'ai rêvé | What a Wonderful World (Louis Armstrong)    | 4              | 4          | 8      | 6         |
| 4  | Nassi           | Rêves de gamin    | Superstition (Stevie Wonder)                | 26             | 20         | 46     | 3         |
| 5  | Igit            | Lisboa Jérusalem  | Tout va bien (Orelsan)                      | 22             | 24         | 46     | 3         |
| 6  | Max Cinnamon    | Ailleurs          | Perfect (Ed Sheeran)                        | 28             | 26         | 54     | 2         |
| 7  | Sarah Caillibot | Tu me manques     | Tu m'oublieras (Larusso)                    | 8              | 0          | 8      | 6         |
| 8  | Sweem           | Là-haut           | Quelques mots d'amour (Michel Berger)       | 4              | 22         | 26     | 5         |
| 9  | June The Girl   | Same              | Poupée de cire, poupée de son (France Gall) | 4              | 4          | 8      | 6         |

## Finale
La finale è andata in onda in diretta il 27 gennaio 2018. In aggiunta alla loro canzone in gara, ogni partecipante si è esibito con un brano in duetto con ospite famoso. 
| N. | Artista         | Canzone          | Duetto (artista ospite)                  | Giuria | Televoto | Totale | Posizione |
| -- | --------------- | ---------------- | ---------------------------------------- | ------ | -------- | ------ | --------- |
| 1  | Louka           | Mamma Mia        | Caméléon (con Maître Gims)               | 8      | 7        | 15     | 8         |
| 2  | Igit            | Lisboa Jérusalem | L'amour à la machine (con Alain Souchon) | 60     | 50       | 110    | 5         |
| 3  | Emmy Liyana     | OK ou KO         | Viens on s'aime (con Slimane)            | 82     | 30       | 112    | 4         |
| 4  | Madame Monsieur | Mercy            | Reine (con Dadju)                        | 68     | 118      | 186    | 1         |
| 5  | Lisandro Cuxi   | Eva              | Zombie (con Nolwenn Leroy)               | 90     | 72       | 162    | 2         |
| 6  | Max Cinnamon    | Ailleurs         | Où je vis (con Patrick Fiori)            | 54     | 36       | 90     | 6         |
| 7  | Nassi           | Rêves de gamin   | Elle m'a aimé (con Gipsy Kings)          | 30     | 18       | 48     | 7         |
| 8  | Malo'           | Ciao             | Siren Calls (con Cats on Trees)          | 28     | 89       | 117    | 3         |